# 鈴木詔子 (競艇選手)
鈴木 詔子（すずき しょうこ、1961年2月22日 - 2013年11月2日）は、日本の競艇選手。

## 経歴
東京都出身。1981年に選手登録し、同年5月に多摩川競艇場でデビュー。1982年3月に鳴門競艇場で初勝利。1984年に芦屋競艇場で初優勝。
2013年11月2日午前9時38分頃、ボートレース下関で練習のため水面にあるボートを移動させようとしたが何らかの理由により通常は行わない全速力で発進、スロットルバーが解除できないまま約150メートル先の2ターンマーク奥のコンクリート側壁に激突し、頭を強く打つなどして心肺停止状態で山口県下関市の国立病院機構関門医療センターへ搬送されたが同日午前11時9分、多発性脳挫傷のため死亡、52歳。ボートレース下関での死亡事故は1954年の開場以来、初めてだった。実況見分の結果、艇や水面は問題なかったがこの事故により艇を水面に置く際はスロットルレバー操作を制限するレバースペーサーを装着することが義務付けられた。
通算4752戦449勝、優出29回、優勝5回。
温厚な性格で、鈴木のことを悪く言う選手はおらず、若手からの人望も厚かった。